# تروي غاريتي
تروي غاريتي (بالإنجليزية: Troy Garity)‏ مواليد 7 يوليو 1973 في لوس أنجلوس، هو ممثل أمريكي.

## الأعمال
- على البركة الذهبية (1981) (بدور: ينغ بوي)
- نظرية المؤامرة (1997)
- باربرشوب (2002) (بدور: إسحاق روزنبرغ)
- ضوء الشمس (2007) (بدور: هارفي)
- مخلوقات مجنحة (2008)
- هاوس (2009)
- هاواي فايف أو (2011)
- فرقة العصابات (2013)
- الإبتدائية (2013)
- الكوافير: القصة التالية (2016) (بدور: إسحاق روزنبرغ)

## روابط خارجية
- تروي غاريتي على موقع IMDb (الإنجليزية)
- تروي غاريتي على موقع قاعدة بيانات الأفلام السويدية (السويدية)
- تروي غاريتي على موقع إن إن دي بي (الإنجليزية)
- تروي غاريتي على موقع ديسكوغز (الإنجليزية)
- تروي غاريتي على موقع قاعدة بيانات الفيلم (الإنجليزية)